# Lane Mastodon vs. the Blubbermen
Lane Mastodon vs. the Blubbermen ist ein interaktiver Comic als Computerspiel, der 1988 vom US-amerikanischen Publisher Infocom als Infocomic vermarktet wurde und nach heutigen Maßstäben eine Visual Novel darstellt.

## Handlung
Lane Mastodon vs. the Blubbermen spielt im Jahr 2029. Die vom Jupiter stammenden Blubbermen, deren Bezeichnung sich möglicherweise von Blubber ableitet, greifen die Erde mit einer Strahlenwaffe an, die Kleintiere in riesige Monster verwandelt. Nur Superheld Lane Mastodon kann die Außerirdischen aufhalten. Die von Steve Meretzky geschriebene Story nimmt sich dabei nicht ernst und parodiert zeitgenössische Medienphänomene wie die US-TV-Serie Siskel & Ebert & the Movies.

## Spielprinzip und Technik
Grafikstil und Inhalte sind im Stil von Science-Fiction-Filmen der 1950er-Jahre gehalten. Technisch wurde der Comic durch colorierte Vektorgrafik realisiert, eingesetzt wurden auch Effekte wie Kameraschwenks, Zooms und Überblendungen. Inhaltlich lässt sich an vordefinierten Stellen durch Drücken der Taste „Return“ die Erzählperspektive des Comics wechseln, indem der Spieler eine handelnde Figur auswählt, aus dessen Perspektive die Geschichte fortan erzählt wird. Der Spieler erfährt so andere Sichtweisen auf das Geschehen sowie Hintergründe, die ihm sonst verborgen geblieben wären. Weitere Funktionen sind ein Vor- oder Zurückspulen sowie ein Pausieren des Comics, das Einstellen der Ablaufgeschwindigkeit sowie das Setzen eines virtuellen Lesezeichens für den späteren Wiedereinstieg. Einige Szenen werden durch Soundeffekte untermalt.

## Produktionsnotizen
Der Held des Spiels, Lane Mastodon, ist ein Spin-off eines weiteren Infocom-Spiels: Er ist auf der Spieleverpackung des Textadventures Leather Goddesses of Phobos von 1986 abgebildet, außerdem lag der Spieleverpackung von Leather Goddesses ein 3D-Comic namens The Adventures of Lane Mastodon bei, der mit einer ebenfalls beigelegten 3D-Brille gelesen werden konnte.

## Rezeption
Die ASM lobte den Innovationscharakter sowie die „wirklich sehr gut gelungenen“ Grafiken des Spiels und wertete, es sei „für Comic-Fans ein Muß“. Computer Gaming World lobte „dynamische Animationen und interessant visualisierte Konflikte“, kritisierte aber die Grafiken als etwas grob und farblos und urteilte über die Soundeffekte, „je weniger man darüber spricht, desto besser“. Das Magazin stellte heraus, dass das Spiel kaum Interaktivität zu bieten habe: „Das ist schmerzloses Entertainment. Man nennt es ‘Lesen’.“ Rezensent Charles Ardai wertete außerdem, dass der einzige Ansatz zur Interaktivität mäßig gut gelungen sei, da die alternativen Betrachtungsperspektiven wenig neue Einsichten böten. Er befand das Konzept aber für interessant und äußerte Hoffnung, dass mit der Erfahrung der Autoren auch die Qualität der Infocomics zunähme. 
Der Spielejournalist Nick Montfort bezeichnete Gameplay und Grafiken des Spiels als „uninteressant“, das Interface aber als Neuheit und möglicherweise einflussreich auf spätere Interactive-Fiction-Titel. Der Interactive-Fiction-Autor Robb Sherwin stellte in einer Retrospektive heraus, dass etwa zum gleichen Zeitpunkt King’s Quest I von Sierra erschienen sei, das grafisch und technisch wesentlich besser und dabei ein richtiges Adventure gewesen sei. Er bezeichnete Lane Mastodon als Ansammlung von Klischees voller albernem Humor, geprägt durch einen höchst durchschnittlichen Schreibstil und eindimensionale Charaktere.